# Liste der Bodendenkmäler in Wiesenttal
Auf dieser Seite sind die Bodendenkmäler in dem oberfränkischen Markt Wiesenttal zusammengestellt. Diese Tabelle ist eine Teilliste der Liste der Bodendenkmäler in Bayern. Grundlage ist die Bayerische Denkmalliste, die auf Basis des Bayerischen Denkmalschutzgesetzes vom 1. Oktober 1973 erstmals erstellt wurde und seither durch das Bayerische Landesamt für Denkmalpflege geführt wird. Die folgenden Angaben ersetzen nicht die rechtsverbindliche Auskunft der Denkmalschutzbehörde.

## Bodendenkmäler in Wiesenttal
| Lage       | Objekt | Akten-Nr.     | Bild |
| ---------- | --- | ------------- | ---- |
| (Standort) | Zwei vorgeschichtliche Grabhügel, daraus vermutlich Funde des Neolithikums sowie der Bronze- oder der Hallstattzeit | D-4-6133-0096 |      |
| (Standort) | Ein vorgeschichtlicher Grabhügel, daraus vermutlich Funde des Neolithikums sowie der Bronze- oder Hallstattzeit | D-4-6133-0097 |      |
| (Standort) | Grabhügelfeld vorgeschichtlicher Zeitstellung | D-4-6133-0098 |      |
| (Standort) | Höhle mit Funden vorgeschichtlicher Zeitstellung | D-4-6133-0099 |      |
| (Standort) | Höhle mit Funden des Mittelalters | D-4-6133-0101 |      |
| (Standort) | Höhle mit Funden vorgeschichtlicher Zeitstellung (Riesenburg) | D-4-6133-0102 |      |
| (Standort) | Höhle mit vermutlich metallzeitlichen Funden | D-4-6133-0103 |      |
| (Standort) | Höhle mit Skelettfunden vor- und frühgeschichtlicher Zeitstellung (Rosenmüllerhöhle) | D-4-6133-0105 |      |
| (Standort) | Spätmittelalterlicher Turmhügel (Turmhügel Wöhr) | D-4-6133-0106 |      |
| (Standort) | Höhensiedlung der Urnenfelderzeit, der späten Hallstatt- und frühen Latènezeit, der frühen römischen Kaiserzeit und der Völkerwanderungszeit sowie untertägige Teile der Burgruine Neideck des Mittelalters und der frühen Neuzeit | D-4-6133-0110 |      |
| (Standort) | Höhle mit Funden vermutlich der Hallstattzeit (Doktorshöhle) | D-4-6133-0114 |      |
| (Standort) | Grabhügelfeld vorgeschichtlicher Zeitstellung | D-4-6133-0115 |      |
| (Standort) | Vier Grabhügel vorgeschichtlicher Zeitstellung | D-4-6133-0116 |      |
| (Standort) | Höhle und Felsdächer mit vorgeschichtlichen und mittelalterlichen Schichten | D-4-6133-0117 |      |
| (Standort) | Höhle mit Funden vorgeschichtlicher Zeitstellung | D-4-6133-0118 |      |
| (Standort) | Höhle mit vorgeschichtlichen und mittelalterlichen Funden | D-4-6133-0119 |      |
| (Standort) | Ein Grabhügel vorgeschichtlicher Zeitstellung | D-4-6133-0120 |      |
| (Standort) | Bestattungsplatz mit Grabhügeln vorgeschichtlicher Zeitstellung mit Bestattungen der Hallstattzeit und der frühen Latènezeit | D-4-6133-0121 |      |
| (Standort) | Zwei Grabhügel vorgeschichtlicher Zeitstellung | D-4-6133-0122 |      |
| (Standort) | Bergbauspuren vorgeschichtlicher oder mittelalterlicher Zeitstellung | D-4-6133-0124 |      |
| (Standort) | Vermutlich Grabhügelfeld vorgeschichtlicher Zeitstellung | D-4-6133-0125 |      |
| (Standort) | Grabhügelfeld vorgeschichtlicher Zeitstellung | D-4-6133-0126 |      |
| (Standort) | Siedlung der frühen Latènezeit | D-4-6133-0127 |      |
| (Standort) | Ein Grabhügel vorgeschichtlicher Zeitstellung | D-4-6133-0129 |      |
| (Standort) | Burgstall des Mittelalters und der frühen Neuzeit (Burgstall Vestenberg) | D-4-6133-0130 |      |
| (Standort) | Höhle vermutlich mit Funden des Jungpaläolithikums | D-4-6133-0131 |      |
| (Standort) | Höhle mit Funden vor- und frühgeschichtlicher Zeitstellung | D-4-6133-0134 |      |
| (Standort) | Höhle mit Funden vorgeschichtlicher Zeitstellung und des Mittelalters | D-4-6133-0135 |      |
| (Standort) | Höhle mit Funden vorgeschichtlicher Zeitstellung und des Mittelalters | D-4-6133-0136 |      |
| (Standort) | Vermutlich Freilandstation des Mesolithikums. | D-4-6133-0137 |      |
| (Standort) | Bestattungsplatz mit verebneten Grabhügeln vorgeschichtlicher Zeitstellung mit Bestattungen der Hallstattzeit | D-4-6133-0140 |      |
| (Standort) | Siedlung vorgeschichtlicher Zeitstellung | D-4-6133-0141 |      |
| (Standort) | Höhle mit Funden der Urnenfelderzeit, der Hallstattzeit und der Latènezeit | D-4-6133-0142 |      |
| (Standort) | Höhle mit Funden vorgeschichtlicher Zeitstellung | D-4-6133-0143 |      |
| (Standort) | Höhle mit Funden des späten Mittelalters und der frühen Neuzeit | D-4-6133-0145 |      |
| (Standort) | Höhle mit Funden vorgeschichtlicher Zeitstellung | D-4-6133-0146 |      |
| (Standort) | Höhle mit Funden der Bronze- und der Urnenfelderzeit, der Hallstatt- und der Frühlatènezeit sowie des Mittelalters | D-4-6133-0147 |      |
| (Standort) | Siedlung der Linearbandkeramik | D-4-6133-0148 |      |
| (Standort) | Höhle mit Funden der Bronze- und der Urnenfelderzeit | D-4-6133-0149 |      |
| (Standort) | Höhle mit Funden vorgeschichtlicher Zeitstellung (Binghöhle) | D-4-6133-0150 |      |
| (Standort) | Ein Grabhügel vorgeschichtlicher Zeitstellung | D-4-6133-0151 |      |
| (Standort) | Wall-Graben-Anlage vermutlich des Mittelalters und der frühen Neuzeit | D-4-6133-0152 |      |
| (Standort) | Mittelalterlicher Burgstall (Burgstall Wartleiten) | D-4-6133-0153 |      |
| (Standort) | Bestattungsplatz mit Grabhügel vorgeschichtlicher Zeitstellung | D-4-6133-0154 |      |
| (Standort) | Höhle mit Befunden vermutlich der Hallstattzeit | D-4-6133-0159 |      |
| (Standort) | Höhle mit Nutzungshorizonten vorgeschichtlicher Zeitstellung | D-4-6133-0163 |      |
| (Standort) | Höhle mit Funden des späten Paläolithikums und Skelettteilen vor- und frühgeschichtlicher Zeitstellung | D-4-6133-0164 |      |
| (Standort) | Ein Grabhügel vorgeschichtlicher Zeitstellung | D-4-6133-0165 |      |
| (Standort) | Bestattungsplatz mit Grabhügel vorgeschichtlicher Zeitstellung | D-4-6133-0166 |      |
| (Standort) | Vermutlich Gräber der frühen Latènezeit | D-4-6133-0167 |      |
| (Standort) | Höhle mit Funden des Neolithikums und Skelettteilen vor- und frühgeschichtlicher Zeitstellung | D-4-6133-0169 |      |
| (Standort) | Felsdach und Höhlen mit Schichten vorgeschichtlicher Zeitstellung. | D-4-6133-0176 |      |
| (Standort) | Höhle mit Funden der Urnenfelder- und der Hallstattzeit sowie des Mittelalters | D-4-6133-0193 |      |
| (Standort) | Höhle mit Funden des Mittelalters | D-4-6133-0196 |      |
| (Standort) | Vermutlich Freilandstation des späten Paläolithikums und des Mesolithikums | D-4-6133-0197 |      |
| (Standort) | Siedlung der Urnenfelderzeit, der römischen Kaiserzeit und des frühen Mittelalters | D-4-6133-0207 |      |
| (Standort) | Vermutlich Grabhügelfeld vorgeschichtlicher Zeitstellung | D-4-6133-0209 |      |
| (Standort) | Siedlung vorgeschichtlicher Zeitstellung und des frühen Mittelalters | D-4-6133-0213 |      |
| (Standort) | Siedlung der späten Latènezeit | D-4-6133-0214 |      |
| (Standort) | Siedlung der späten Latènezeit | D-4-6133-0216 |      |
| (Standort) | Abris und Höhle mit Funden der Bronze- und der Urnenfelderzeit | D-4-6133-0225 |      |
| (Standort) | Mittelalterlicher Burgstall (Burgstall Niederfellendorf) | D-4-6133-0227 |      |
| (Standort) | Kapellenwüstung St. Fridolin des späten Mittelalters | D-4-6133-0230 |      |
| (Standort) | Siedlung vorgeschichtlicher Zeitstellung | D-4-6133-0232 |      |
| (Standort) | Siedlung der jüngeren Urnenfelderzeit und der späten Latènezeit | D-4-6133-0233 |      |
| (Standort) | Untertägige Bauteile bestehender Gebäudereste sowie Fundamente abgegangener Bauten und Wehreinrichtungen der mittelalterlichen bis neuzeitlichen Burgruine Streitberg                                                              | D-4-6133-0234 |      |
| (Standort) | Fundamente und untertägige Teile der mittelalterlichen Burgruine sowie untertägige Bauteile des frühneuzeitlichen Schlosses | D-4-6133-0235 |      |
| (Standort) | Karolingisch-ottonisches Reihengräberfeld | D-4-6133-0255 |      |
| (Standort) | Untertägige Bauteile der frühneuzeitlichen Pfarrkirche, Fundamente mittelalterlicher Vorgängerbauten sowie Körpergräber des Mittelalters und der Neuzeit                                                                           | D-4-6133-0256 |      |
| (Standort) | Siedlung der Hallstattzeit | D-4-6133-0260 |      |
| (Standort) | Untertägige Bauteile der frühneuzeitlichen evangelisch-lutherischen Pfarrkirche, Dreieinigkeitskirche, von Streitberg | D-4-6133-0261 |      |
| (Standort) | Vermutlich mittelalterlicher Burgstall Koppenburg | D-4-6133-0270 |      |
| (Standort) | Höhle mit Nutzungshorizonten vorgeschichtlicher Zeitstellung | D-4-6133-0313 |      |
| (Standort) | Altstraßenabschnitt des Mittelalters, sogenannter Markgrafenweg | D-4-6133-0315 |      |
| (Standort) | Höhle mit Nutzungshorizonten vorgeschichtlicher Zeitstellung | D-4-6133-0316 |      |
| (Standort) | Höhle mit Nutzungshorizonten vorgeschichtlicher Zeitstellung | D-4-6133-0317 |      |
| (Standort) | Vermutlich ein Grabhügel vorgeschichtlicher Zeitstellung | D-4-6233-0002 |      |
| (Standort) | Vermutlich drei Grabhügel vorgeschichtlicher Zeitstellung | D-4-6233-0003 |      |
| (Standort) | Siedlung vorgeschichtlicher Zeitstellung. | D-4-6233-0004 |      |
| (Standort) | Ein Grabhügel vorgeschichtlicher Zeitstellung | D-4-6233-0005 |      |
| (Standort) | Grabhügelfeld der Hallstattzeit | D-4-6233-0006 |      |
| (Standort) | Vermutlich Grab der späten Urnenfelderzeit | D-4-6233-0009 |      |
| (Standort) | Ein Grabhügel vermutlich der späten Hallstattzeit | D-4-6233-0013 |      |
| (Standort) | Vermutlich mittelalterliche Kirchenwüstung | D-4-6233-0014 |      |
| (Standort) | Felsspalte mit Skelettresten vor- und frühgeschichtlicher Zeitstellung | D-4-6233-0015 |      |
| (Standort) | Vermutlich Wüstung des hohen und späten Mittelalters | D-4-6233-0196 |      |
| (Standort) | Siedlung der Urnenfelderzeit. | D-4-6233-0213 |      |